# Rudolf Kolisch

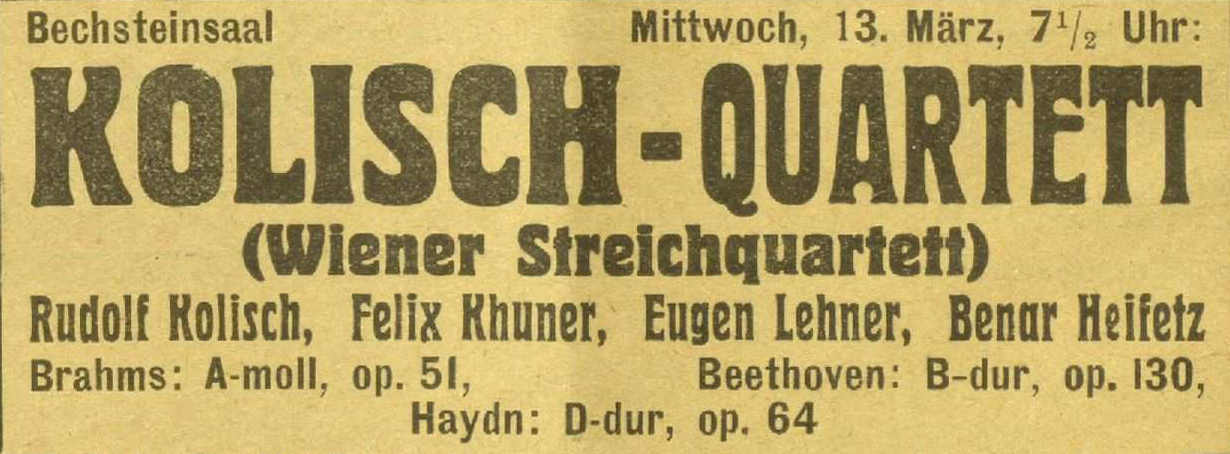
Zapowiedź koncertu Kwartetu Kolischa, Berlin, 1929

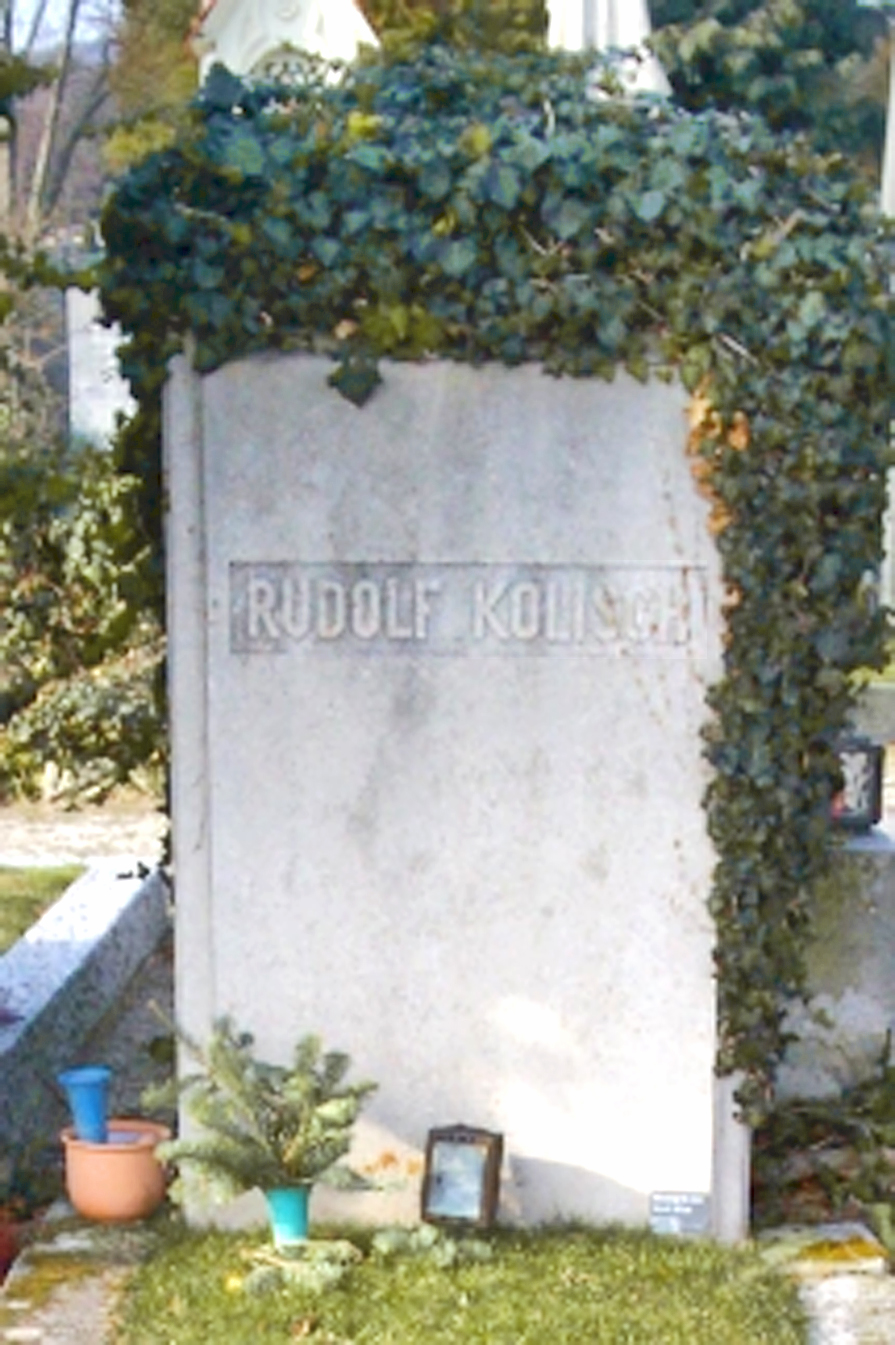
Grób Rudolfa Kolischa na cmentarzu Grinzing w Wiedniu

Rudolf Kolisch (ur. 20 lipca 1896 w Klamm, w Dolnej Austrii, zm. 1 sierpnia 1978 w Watertown) – austriacki skrzypek, dyrygent i pedagog; od 1940 działający w USA; szwagier Arnolda Schönberga.

## Życiorys
Urodził się w Klamm am Semmering, w gminie Schottwien, w Dolnej Austrii, w rodzinie wyznania judaistycznego. Jego ojciec był lekarzem, a matka pianistką. Od piątego roku życia uczył się gry na skrzypcach. Mając 9 lat uległ wypadkowi i nabawił się trwałej kontuzji lewej ręki, co zmusiło go do wypracowania techniki gry odwrotnej, tj. trzymania skrzypiec prawą ręką, a smyczka lewą. 
W 1913 ukończył Konserwatorium Wiedeńskie, studiował tam grę na skrzypcach u Otakara Ševčíka, dyrygenturę u Franza Schalka oraz kompozycję u Franza Schrekera i Arnolda Schönberga. Był też stałym słuchaczem wykładów z zakresu muzykologii prowadzonych przez Guido Adlera na Uniwersytecie Wiedeńskim.
Po służbie wojskowej w czasie I wojny światowej, rozpoczął w Wiedniu karierę koncertową jako wirtuoz skrzypiec i dyrygent. Należał do kręgu uczniów Schönberga, z którym pozostawał w bliskiej przyjaźni (w 1924 Schönberg poślubił siostrę Kolischa – Gertrud). W latach 1919–1921 odgrywał ważną rolę w założonym przez Schönberga w Wiedniu Stowarzyszeniu Prywatnych Wykonań Muzycznych; był tam Vortragsmeisterem („mistrzem prób” odpowiedzialnym za przygotowanie muzyków do koncertów) oraz wykonawcą – występował jako solista lub w duecie m.in. z pianistą Edwardem Steuermannem.
W 1922 założył Wiener Streichquartett, znany jako Kwartet Kolischa. Obok repertuaru klasycznego, zwłaszcza Beethovena, zespół koncentrował się na nowej muzyce współczesnych kompozytorów: Arnolda Schönberga, Albana Berga, Antona Weberna, Béli Bartóka, Dariusa Milhauda i innych. Członkowie Kwartetu początkowo się zmieniali, ale od 1927 występowali w stałym składzie: Rudolf Kolisch (I skrzypce), Felix Khuner (II skrzypce), Jenö (Eugene) Lehner (altówka) i Benar Heifetz (wiolonczela). Zdaniem Schönberga zespół był „najlepszym kwartetem smyczkowym, jaki kiedykolwiek słyszał”, wskazując na jego wirtuozerię, brzmienie, styl i zrozumienie wykonywanych kompozycji. Dodatkowo bogactwu tonalnemu pomagały doskonałe instrumenty członków zespołu: Kolisch grał na skrzypcach „Mlynarski” Stradivariusa z 1718 (dostosowanych do jego leworęczności), Lehner na altówce Gasparo da Salò, a Heifetz na wiolonczeli Amatiego. Od 1935 Kwartet Kolischa działał w Stanach Zjednoczonych, rozwiązał się w 1939 po nieskutecznej próbie reorganizacji składu.
W latach 1939–1941 Kolisch wykładał w New School for Social Research w Nowym Jorku, a w 1944 w Black Mountain College w Karolinie Północnej. W 1943 opublikował przełomowy artykuł Tempo and Character in Beethoven’s Music. W 1944 założył kwartet Pro Arte, stowarzyszony z Uniwersytetem Wisconsin w Madison, w którym w latach 1944–1967 był profesorem klasy skrzypiec i kameralistyki. Od 1967 do swojej śmierci w 1978 kierował wydziałem muzyki kameralnej w New England Conservatory of Music w Bostonie. Prowadził tam przede wszystkim mistrzowskie kursy interpretacji kwartetów Beethovena i Schönberga.
Od 1953 był wielokrotnie wykładowcą na Międzynarodowych Letnich Kursach Nowej Muzyki w Darmstadcie. W 1974 w Wiedniu przewodniczył obchodom 100. rocznicy urodzin Arnolda Schönberga. W latach 1974–1977 prowadził letnie seminaria interpretacyjne (wiolinistyczne i kwartetowe) w domu Schönberga w Mödling pod Wiedniem.